# 尚双塘駅
尚双塘駅（しょうそうとうえき）は、中華人民共和国湖南省長沙市天心区にある1号線の駅である。

## 駅構造
- 1号線：相対式ホーム 1面2線

## 駅周辺
- 長沙理工大学雲塘校区[2]